# Goliath Marl

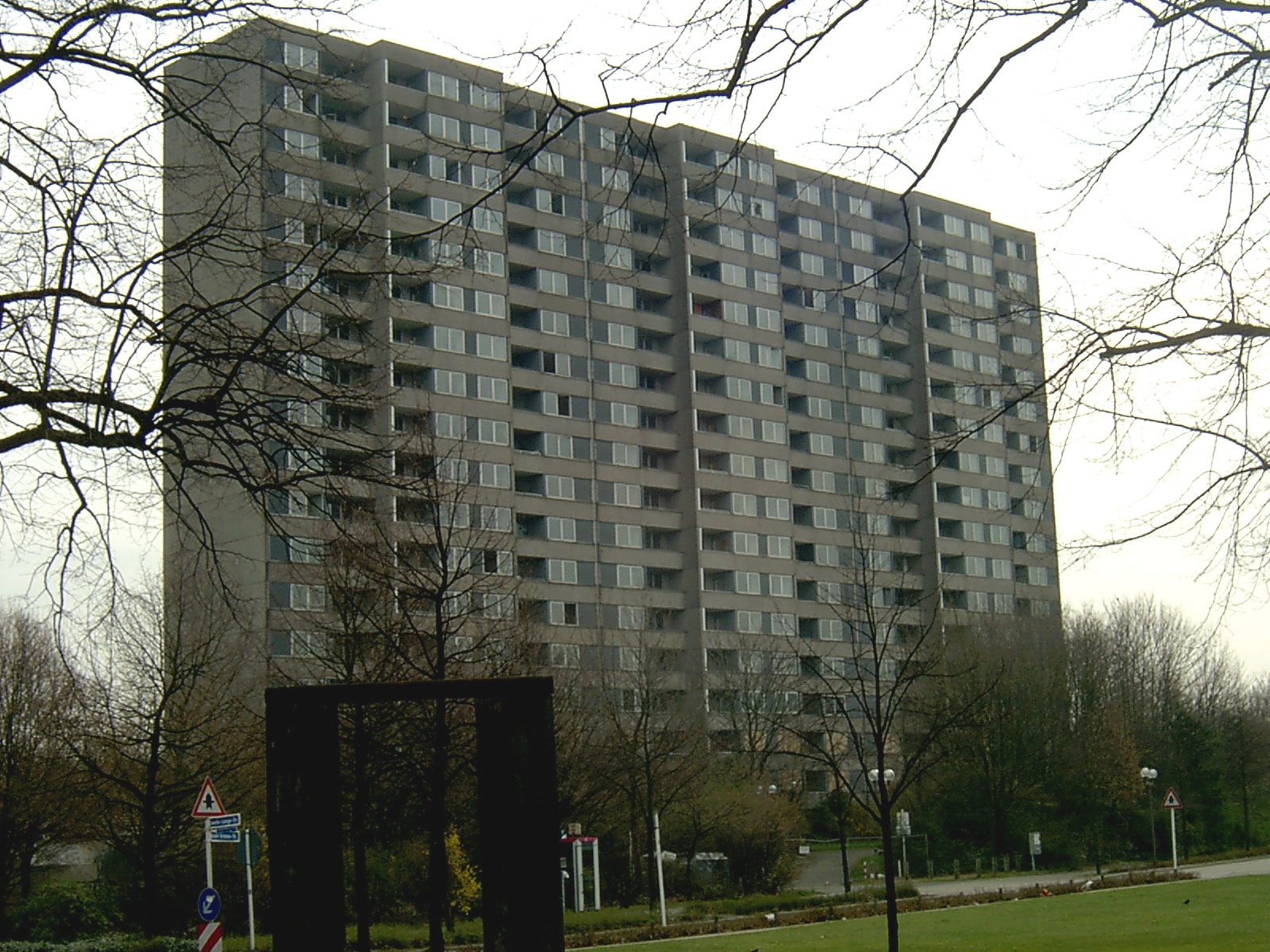
Der „Goliath“ in Marl im April 2006

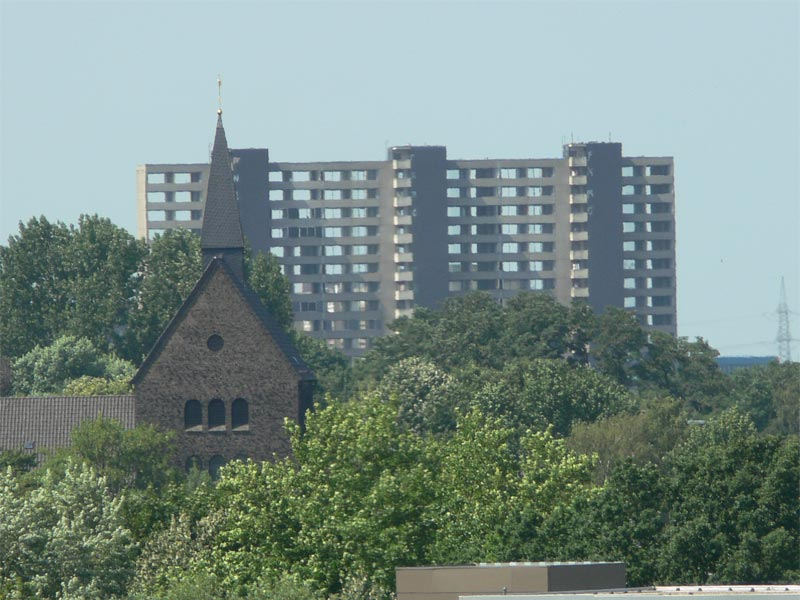
„Goliath“ kurz vor der Sprengung am 13. August 2006

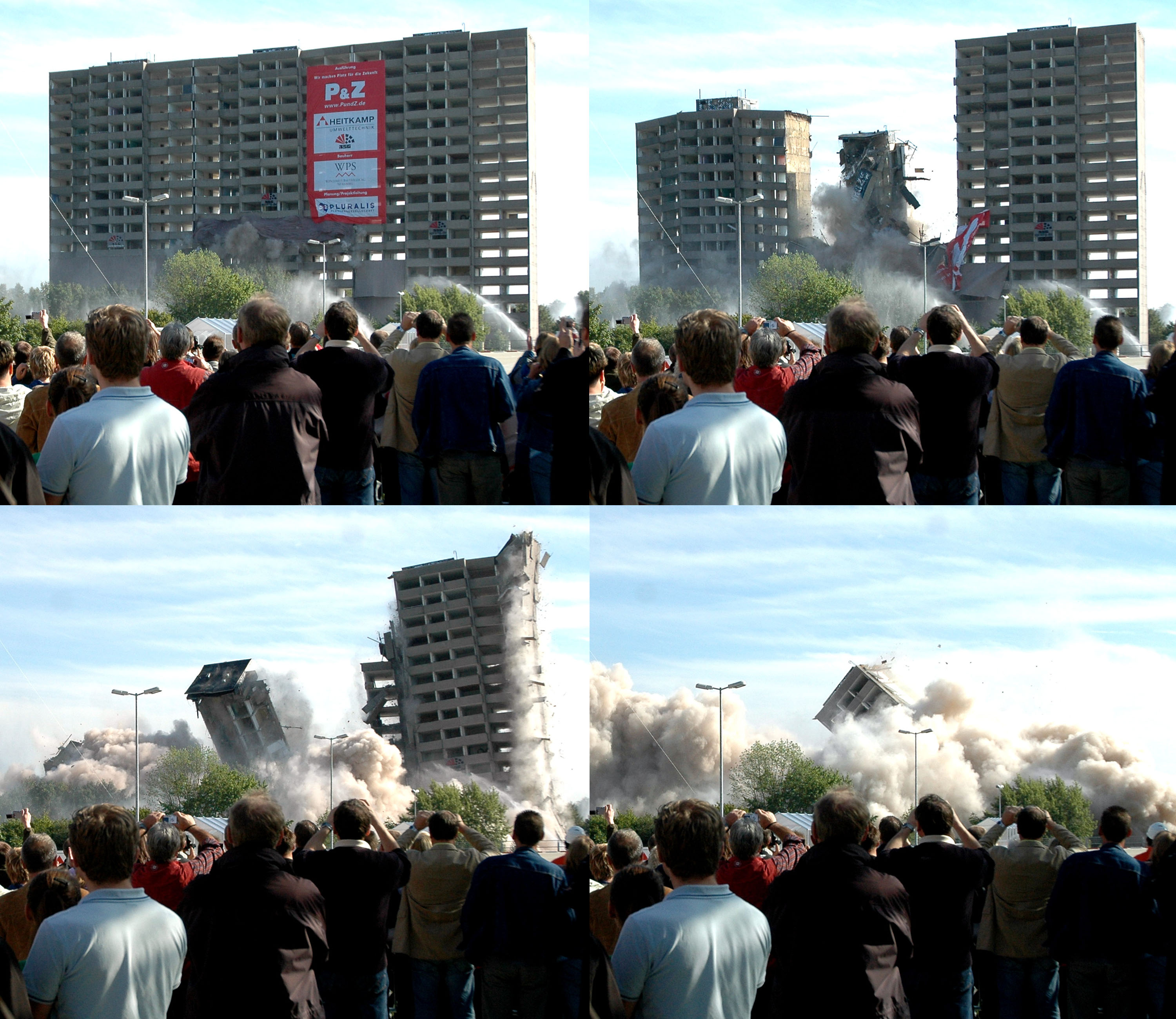
Sprengung des „Goliath“ am 13. August 2006

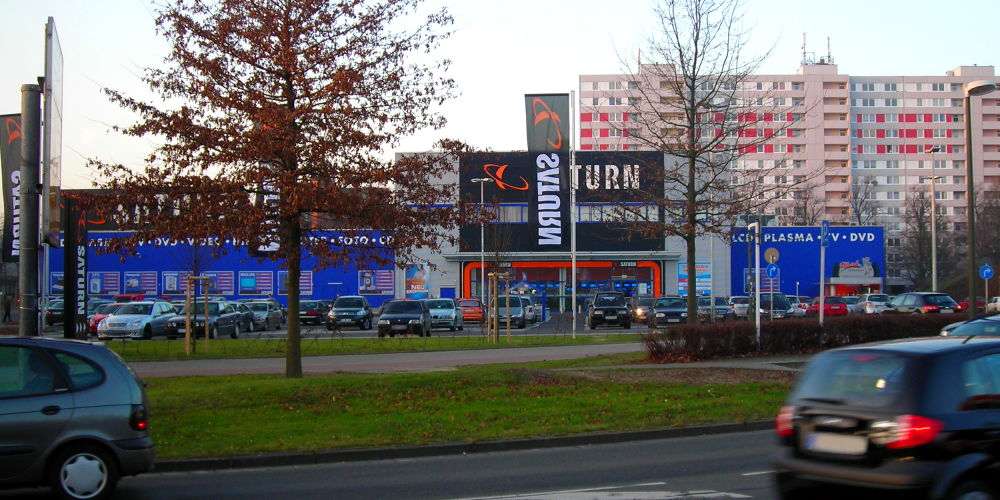
Neu erbauter Saturn-Markt auf dem ehemaligen Goliath-Gelände und renovierter „Laubfrosch“

Der Goliath war der höchste von vier in den 1970er Jahren errichteten Hochhaus-Wohnkomplexen in der Stadtmitte von Marl am nördlichen Rande des Ruhrgebiets und galt als umstrittenes Wahrzeichen der Stadt. Das Gebäude erlangte durch seinen spektakulären Sprengabbruch im August 2006 bundesweite Bekanntheit.

## Errichtung, Erstbezug und die besseren Jahre (1972 bis 1984)
Der Goliath wurde, etwa zeitgleich mit den benachbarten Wohnkomplexen „Laubfrosch“, „Wohnen West“ und „Wohnen Ost“ sowie dem Einkaufszentrum „Marler Stern“, zwischen 1972 und 1973 errichtet, der Erstbezug erfolgte im Oktober 1973. Der Komplex bestand aus drei nahezu gleichen, lückenlos aneinandergereihten Wohngebäuden (Bergstraße 218, 220 und 222) mit 17 Ober- und zwei Untergeschossen und insgesamt 153 Wohneinheiten (davon 102 mit ca. 90 und 51 mit ca. 60 Quadratmetern Wohnfläche) sowie einem zweigeschossigen Parkhaus. Mit 53 Metern war der Goliath bei seiner Fertigstellung das höchste Hochhaus im Kreis Recklinghausen, musste diesen Rekord jedoch bald an das inzwischen ebenfalls abgerissene Löhrhof-Center (56 m) in der Kreisstadt abtreten. Besitzer des Gebäudekomplexes war seit Baubeginn die Marler Wohnungsbaugesellschaft Neuma.
Die Wohnungen im Goliath waren wegen ihrer modernen Bauweise, günstigen Aufteilung, der grünen Umgebung sowie der umfangreichen Einkaufs- und Kulturangebote im nahen Umkreis in den ersten Jahren begehrt. Bereits Ende 1984 standen allerdings 25 der Wohnungen leer, die Mieter kritisierten zahlreiche Mängel an dem Gebäude.

## Verschlechterung der Zustände trotz Renovierung (1985 bis 2000)
Nach dem Abschluss umfangreicher, rund 3 Millionen DM teurer Sanierungsmaßnahmen waren 1988 vorübergehend wieder alle Wohnungen vermietet. In den Folgejahren verschlechterte sich die Mieterstruktur jedoch ständig, es kam zu einer starken Zunahme von Vandalismus und zum erneuten Leerstand von Wohnungen. Seit Mitte der 1990er Jahre wurde der Wohnkomplex als sozialer Brennpunkt eingestuft.
1995 kaufte ein privater Investor den Goliath. Nach einer zunehmenden Verwahrlosung des Gebäudes und dem erfolglosen Versuch des neuen Besitzers, den Mietern ihre Wohnungen zu verkaufen, erwarb die Neuma das Gebäude 1997 zurück.
Zur Jahrtausendwende waren nur noch etwa 40 % der Wohnungen vermietet, insbesondere die größeren waren kaum noch vermittelbar.

## Konzepte für die Zukunft des „Goliath“ (2001 bis 2003)
Bereits 2001 kamen Forderungen nach einem Abriss des Goliath auf, die aber zunächst als unrealistisch zurückgewiesen wurden. Stattdessen sollte das Gebäude erneut saniert werden. Pläne sahen unter anderem einen neuen Eingangsbereich mit Pförtner, eine neu gestaltete Fassade sowie einen drehbaren Mercedes-Stern auf dem Dach vor.
Da das Land NRW jedoch eine Beteiligung an den auf 2 Millionen DM geschätzten Kosten ablehnte, beschloss 2003 auch die Neuma den Abriss.

## Leerzug und Abbruch (2004 bis 2006)
Ab Mitte 2004 erfolgte die Entmietung des Gebäudes, die zum Jahresende abgeschlossen war. Der zunächst für das Jahr 2005 geplante Abriss begann im Mai 2006 mit dem Abbruch des Parkhauses und der teilweisen Entkernung der Wohnblocks. Am Morgen des 13. August 2006 erfolgte dann deren Sprengabbruch mittels 350 Kilogramm Sprengstoff im sogenannten Kipp-Kollaps-Verfahren. Von der ersten Zündung bis zum kompletten Einsturz des Gebäudes vergingen 10 Sekunden. Der Abriss wurde von rund 7.000 Schaulustigen verfolgt und von mehreren Fernsehsendern (u. a. RTL und Sat.1) umfassend dokumentiert.
Auf dem ehemaligen Gelände des Goliath eröffnete am 25. Oktober 2007 nach rund zehn Monaten Bauzeit ein Saturn-Elektronikmarkt.
Zeitweise sollte der benachbarte Wohnkomplex „Laubfrosch“ (mit 13 Stockwerken und 172 Wohneinheiten) ebenfalls abgerissen werden. Da dieser jedoch eine vergleichsweise gute Mietauslastung hat und der zuvor auch hier problematische Vandalismus durch die Installation von Kameras auf den Fluren stark zurückgegangen ist, wurde von diesem Plan zunächst wieder Abstand genommen. 2006 wurde der Gebäudekomplex für rund eine Million Euro renoviert.

## Trivia
Am Morgen des 1. April 2007 meldete das Online-Magazin „Marl aktuell“, dass die Neuma sich kurzfristig entschlossen habe, im Jahr 2008 nun doch auch den gerade erst renovierten „Laubfrosch“ sowie „Wohnen Ost“ zu sprengen. Die Meldung wurde allerdings kurz darauf als Aprilscherz enttarnt.
Seit Mai 2021 steht ein Modell des Goliath in der Ausstellung „Neustadt“ im Landschaftspark Duisburg.